# Aeroportul Wainwright
Aeroportul Wainwright (IATA: AIN, ICAO: PAWI, FAA LID: AWI) este un aeroport din Alaska, Statele Unite ale Americii ce deservește zona Wainwright⁠(d). Aeroportul a fost tranzitat în 2019 de 8.786 de pasageri. A fost numit după zona deservită.
Situat la o altitudine de 14 m, aeroportul dispune de 1 pistă.

## Infrastructură

### Piste
Aeroportul dispune de o singură pistă. Pista 05/23 are suprafața de pietriș și dimensiunile 4.494 picioare × 110 picioare. 